# Atherigona fuscisquamata
Atherigona fuscisquamata este o specie de muște din genul Atherigona, familia Muscidae, descrisă de Deeming în anul 1979. Conform Catalogue of Life specia Atherigona fuscisquamata nu are subspecii cunoscute.